# Blitzingen
Blitzingen foi uma comuna da Suíça, no Cantão Valais, com cerca de 83 habitantes. Estendia-se por uma área de 11,8 km², de densidade populacional de 8 hab/km².  Confinava com as seguintes comunas: Bellwald, Ernen, Grafschaft, Niederwald. 
A língua oficial nesta comuna era o Alemão.

## História
Em 1 de janeiro de 2017, passou a formar parte da nova comuna de Goms.